# SCSI Pass Through Direct
SCSI Pass Through Direct (SPTD, имя файла «sptd.sys») — драйвер устройства, разработанный Duplex Secure Ltd., который обеспечивает новый метод доступа к запоминающим устройствам. В отличие от ASPI и SPTI документация к SPTD API не находится в открытом доступе. SPTD используется в программах DAEMON Tools, Alcohol 120%, CDRoller. Он является несовместимым с отладкой на уровне ядра, включая WinDbg и другие отладчики командной строки от Microsoft, такие как SoftICE.